# Oligota polita
Oligota polita är en skalbaggsart som beskrevs av Sharp 1880. Oligota polita ingår i släktet Oligota och familjen kortvingar. Inga underarter finns listade i Catalogue of Life.